# Lac Belot
Le lac Belot est une étendue d'eau située juste à l'ouest du lac des Bois et au nord-ouest du Grand lac de l'Ours.

## Toponymie
La toponymie du lac, exploré par les trappeurs canadiens-français, vient du terme français belot diminutif de (bel/beau) et par la contraction possible de "belle-eau". Néanmoins, le nom Belot pourrait être lié, non loin de là, à celui d'un officier de marine et explorateur français, Joseph-René Bellot (1826-1853), qui a découvert le passage du Nord-Ouest au Nord du Canada dans l'archipel arctique canadien.

## Données
Le lac Belot mesure une trentaine de kilomètres de long du Nord au Sud et entre 10 et 15 kilomètres de large.